# VfR 07 Limburg
VfR 07 Limburg is een Duitse voetbalclub uit Limburg an der Lahn, Hessen.

## Geschiedenis
De club werd op 6 juni 1907 opgericht als Limburger FC. Wedstrijden werden gespeeld op de marktplaats, maar pas in 1910 voor het eerst tegen een andere club. Op 21 februari 1919 werd de naam gewijzigd in 1. Limburger Fußballclub 1907, op dit moment waren er zes clubs in de stad en deze was de oudste. In 1920 fuseerde de club met FC Viktoria en FC 19 tot VfR 07 Limburg. Vanaf 1921 werden wedstrijden op de Stephanshügel gespeeld aan de stadsrand. In 1922 splitste de hocheyafdeling van de club zich af en werd later Limburger HC.
In 1930 promoveerde de voetbalafdeling naar de hoogste klasse van de Middenrijncompetitie. Na twee middenmootplaatsen werd de club in 1932/33 derde. Na dit seizoen werd de Gauliga ingevoerd als hoogste klasse, waarvoor de club zich niet plaatste.
Tijdens de Tweede Wereldoorlog werden de activiteiten gestaakt. De atletieksectie was wel nog actief en Maria Staudt werd in 1942 Duits kampioene. Na de oorlog werd er opnieuw gevoetbald. In 1961 speelde de club in de DFB-Pokal tegen grote club Eintracht Frankfurt en verloor met 3:5. In 1964 promoveerde de club naar de Amateurliga, de hoogste klasse van Hessen en de derde in het land, echter moest de club na één seizoen weer een stap terug zetten. Sindsdien speelt de club in de lagere reeksen.
In 1984 werd ook met een vrouwenploeg gestart die al in de tweede klasse geraakte.